# アメリカ独立戦争
アメリカ独立戦争（アメリカどくりつせんそう、英: American War of Independence）は、1775年4月19日から1783年9月3日までのイギリス本国（グレートブリテン王国）と北アメリカ東部沿岸のイギリス領の13植民地との戦争。
現在のアメリカ合衆国ではアメリカ革命（アメリカかくめい、英: American Revolution）、アメリカ独立革命（アメリカどくりつかくめい、英: American Independence Revolution）もしくは革命戦争（かくめいせんそう、英: Revolutionary War）と呼ばれる。一方、主にイギリスでは、「アメリカ独立戦争」と呼ばれている。
なお、日本の歴史教科書では、イギリスと同じく「アメリカ独立戦争」と表記することもあれば、単に「独立戦争」と表記することもある。
この戦争によって植民地の住民はイギリスの支配を拒否し、アメリカ合衆国（United States）を政治的独立に導くことに成功した。1775年、革命派は13植民地政府の全てを掌握すると共に、主に政治と立法を担当する第二次大陸会議と軍事を担当する大陸軍を発足させた。
翌年、アメリカ独立宣言を発して、正式にアメリカ合衆国という国家を形作った。戦争の全期間を通して、イギリスは優勢な海軍力によってアメリカ東海岸沿海を制し、海岸に近い幾つかの都市を占領したが、陸軍の兵数は比較的少なく、支配地域は限定的であった。
アメリカ大陸軍がサラトガの戦いで勝利して間もない1778年には、フランス王国がアメリカ側に付いて参戦した。 スペイン帝国やネーデルラント連邦共和国（オランダ）も、その後の2年以内にアメリカ側に付いた。1781年にフランス海軍がチェサピーク湾の海戦で勝利したことをきっかけに、アメリカ大陸軍とフランス王国派遣軍は1781年のヨークタウンの戦いでイギリス軍を降伏させ、実質的な戦闘は終了した。
1783年のパリ条約で戦争が終結し、イギリスはアメリカ合衆国の独立を正式に認めた。

## 植民地課税問題
アメリカ植民地が独立への道を歩み始めたそもそものきっかけはイギリス本国による課税の強化にあり、それはフレンチ・インディアン戦争（1754年 - 1763年）による財政危機の解消を目的としたものであった。イギリス政府は1764年に砂糖法、1765年には印紙法を成立させて植民地からの税収増を図ったが、特に印紙法はアメリカで広範な反対運動を呼び起こし、撤廃に追い込まれた。
1767年にイギリス本国議会がタウンゼンド諸法を制定して植民地へ新たに税を課そうと試みると、またも反対運動が盛り上がり、1770年にタウンゼンド関税も撤廃させられた。だが、このとき茶に対する課税は廃止されず、本国の茶は植民地の不満の象徴となった。
1773年の茶法によってイギリス東インド会社の茶が安く植民地に流入することになると植民地商人の怒りは頂点に達し、1773年12月にはボストン港停泊中の東インド会社船に暴徒が乱入し、積載されていた茶を海に投棄した（ボストン茶会事件）。
そうした中で1774年に、イギリス議会は植民地に対して次々と懲罰的な立法措置を実行した。こうした危機にチャタム伯ウィリアム・ピット（大ピット）は滞英中のベンジャミン・フランクリンと協力して議会に植民地と和解するよう働きかけた。しかし、首相フレデリック・ノースは国王ジョージ3世の強い意志を背景に、植民地に強硬な態度で臨む決意だった。
一連のイギリス側の政策に対し、13植民地は対策協議のために大陸会議を開いてイギリス本国との和解の道を探ったが、打開できないままであった。
ノースカロライナでは1764年から1771年まで、世直し家らが民衆の支持を得てしばしば蜂起し、民兵隊をもって反乱指導者を処刑しようとする支配者層に対する世直しの戦争に突入した。

## 1778年までの戦闘員

### 軍隊、民兵、および傭兵
戦争が始まった当初は、アメリカには職業的な陸軍も海軍も無く、各植民地には地元の民兵部隊が存在するのみで、これが自らの地域防衛にあたっていた。独立戦争前のアメリカでは、イギリス軍が各植民地の民兵隊を補助的に用いていた。開戦時、一部を除いてこの民兵隊のほぼ全てがアメリカ大陸軍に加わった。民兵の装備は簡単なものであり、ほとんど訓練されておらず、通常の制服も無かった。当時は、民兵の従軍期間は数週間から数か月間に限られており、家から遠く離れた所へは行きたがらなかったので、通常、大規模な作戦には使えなかった。民兵には正規兵のような訓練や規律が欠けていたが数では勝り、レキシントン・コンコードの戦い、ベニントンの戦いとサラトガ、さらにボストン包囲戦では正規兵を打ち負かすことができた。米英両軍共にゲリラ戦を用いたが、大陸軍はイギリス軍正規兵がいない地域で効果的に王党派の活動を抑えた。

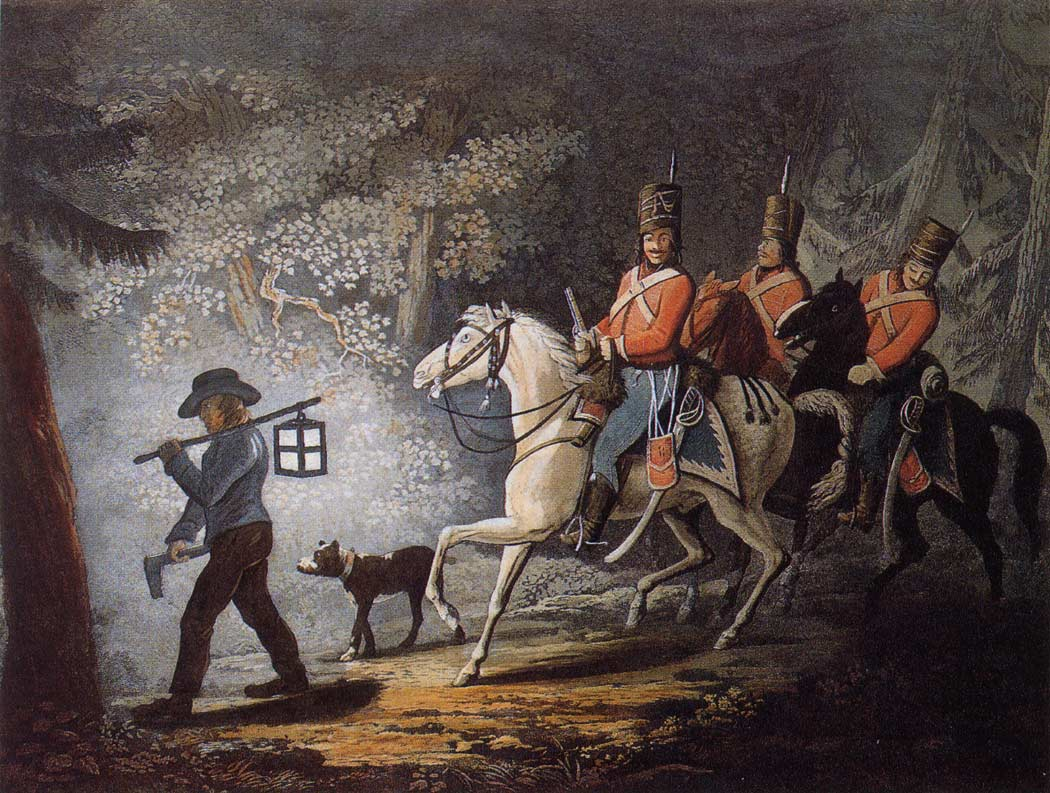
イギリス軍に従軍したドイツ人傭兵。ヘシアンと呼ばれた。

1775年6月、組織だった作戦行動をとるため、大陸会議は正規軍を（紙の上で）設立しジョージ・ワシントンを総司令官に任命した。大陸軍が成長を続ける中で、ワシントンは正規軍と民兵の両方を使い続けた。1775年10月13日、大陸会議が大陸海軍のための艦船建造に承認を与えられたことによりアメリカ海軍が発足し、この時4隻の武装船の購入および艤装が認められた。アメリカ海兵隊の前身である大陸海兵隊も1775年11月10日の大陸会議の決議により結成され、フィラデルフィアのタン酒場を最初の本拠にした。
1783年の終戦時、大陸海軍と大陸海兵隊は解体された。独立戦争を通じ、延べ約25万人の兵士が正規兵または民兵として従軍したが、どの期間においても武装した兵士は9万人を越える事は無かった。大陸陸軍は当時のヨーロッパの標準的な軍隊から考えれば小さなものだった。ワシントンが自ら戦場で指揮した兵士の数は一番多い時でも17,000名足らずであった。これは、戦術的選択の結果であったが、アメリカ軍が弾薬に不足していたために多くの兵士を一度に使えなかった側面も存在した。
1775年の初期、イギリス陸軍は世界で36,000名ほどいたが、戦時には徴募によって確実にこの数字を増やしていた。さらに、アメリカ独立戦争のときは、ドイツ諸侯から約30,000名の兵士を雇用した。この兵士の多くはヘッセン＝カッセル方伯領から来ていたので、「ヘシアン」すなわちヘッセン人と呼ばれた。この軍隊は主君に雇われた職業軍人という意味での傭兵軍であった。ドイツ兵は北アメリカでのイギリス軍兵力の3分の1を占めた。1779年までに北アメリカに駐屯するイギリス兵とドイツ兵の総数は6万名を超えた。ただし、兵力はカナダからフロリダまで分散した形になっていた。

### アフリカ系アメリカ人および先住民族
アフリカ系アメリカ人は、解放された元奴隷も奴隷のままの者も米英両軍ともに従軍した。
イギリス軍は積極的に、愛国者を主人に持つ奴隷を徴募した。
大陸軍側においても、1776年1月に、人員不足解消のため総司令官ジョージ・ワシントンは奴隷徴募の禁止令を撤廃した。ロードアイランドとマサチューセッツでは、小さいながらも全て黒人の部隊が編制された。また、フランス軍と共にハイチから全て黒人の部隊が参戦した。
少なくとも5,000名の黒人が革命軍側で、2万人以上がイギリス軍に従軍した。
ミシシッピー川から東にいた先住民族の大半が戦争に巻き込まれた。多くの部族社会は戦争への関わり方を巡って分裂することになったが、それまでアメリカの開拓者からの侵略に曝されていたために、先住民の多くはアメリカと敵対する道を選択した。およそ、13,000名の戦士がイギリス側で戦闘に従事したと推定されており、その中ではイロコイ連邦の約1,500名が最大であった。

## 北部での戦い：1775年-1780年

### マサチューセッツ
開戦前のボストンでは反抗的な活動が続き、1774年にイギリス政府は懲罰のためマサチューセッツ統治法を制定して自治を取り上げた。しかし、この政策は民衆の間に反発を広げる結果となり、新たに本国から任命された役人は辞職したり暴徒に追われてボストン市内を逃げ惑うことになった。イギリス軍の北アメリカ総司令官になったトマス・ゲイジ中将はボストン市内の本部からイギリス正規兵4個連隊を指揮していたが、市内を外れれば革命勢力の手中にあった。

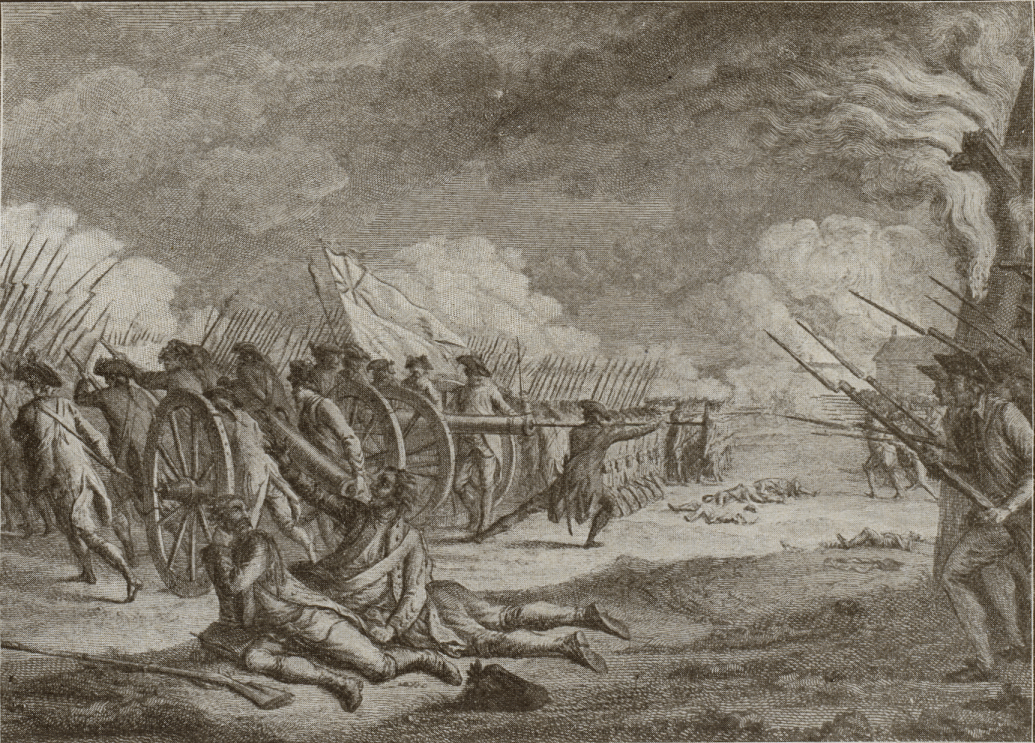
レキシントンの戦い

1775年4月18日の夜、ゲイジ将軍はマサチューセッツ州コンコードに植民地民兵が保管している弾薬を押収するために700名ほどの部隊を派遣した。革命勢力に属するポール・リビアなどの伝令が郊外の町を駆け回り、イギリス軍が出動したという警告を伝えた。4月19日の朝、イギリス軍がレキシントンの村に入ると、77名の民兵が村の緑地に待ち構えていた。銃火が交わされ、数人の民兵が殺された。「1発の銃声が世界を変えた」 という出来事であった。イギリス軍はコンコードに移動し、3個中隊の分遣隊がノースブリッジで500名の民兵軍と戦ったが成果を上げられなかった。イギリス軍がボストンに引き揚げ始めると、数千に及ぶ民兵が集まってきて、道路沿いからイギリス軍を攻撃し大きな損失を与えたが、イギリス軍は援兵が到着し壊滅を免れた。このレキシントン・コンコードの戦いで独立戦争が始まった。
民兵達はボストンに集結し、ボストン包囲戦が始まった。約4,500名のイギリス援兵が本国から大西洋を渡って到着し、1775年6月17日、ウィリアム・ハウ将軍の指揮するイギリス軍がバンカーヒルの戦いでチャールズタウンの半島を占拠した。アメリカ軍は後退したが、イギリス軍の損失が大きく次の攻撃に移ることが躊躇された。包囲戦は破られず、イギリス軍の指揮官はゲイジからハウに挿げ替えられた。
1775年7月、新しく指名されたワシントン将軍がボストン郊外に到着し、植民地軍の指揮を執り、大陸軍を組織化した。ワシントンは自軍に弾薬が不足していることを認め、新しい入手源を求めた。武器庫を襲撃したりまた製造も試みられた。1776年末までの軍需物資の90%は輸入に頼った。その総額は200万ポンドに上り、輸入元の大半はフランスからのものであった。
手詰まり状態が秋から冬まで続いた。1776年3月早く、愛国者がタイコンデロガ砦で捕獲した大砲がヘンリー・ノックス少佐によってドーチェスター高地に運び上げられた。大砲がイギリス軍を見下ろす形になったので、ハウ将軍は防衛できないと判断し、3月17日にボストン市を明け渡し、船でノバスコシアのハリファックスの海軍基地まで移動した。その後ワシントンはニューヨーク市を守るために大陸軍の大半を移動させた。

### カナダ
ボストン方面で膠着状態に陥っている間、大陸会議は戦争の主導権を掴もうと他方面で作戦行動を起こした。大陸会議は当初、フランス系カナダ人の領土を14番目の植民地として加えようと動いていたが、これに失敗するとカナダ侵攻作戦を承認した。その目的はフランス人の多いケベックからイギリスの支配を取り除くことであった。
カナダに向け2つの遠征隊が派遣されたが、そのうちの1つ、リチャード・モントゴメリー准将率いる1,700名の民兵隊は1775年9月16日にタイコンデロガ砦を発進し、11月13日にはモントリオールを落とした。カナダの知事ガイ・カールトンはケベック市に撤退した。2つ目の遠征隊はベネディクト・アーノルド大佐に率いられた部隊で、東からケベック市に迫ったが、兵站に苦しみまた天然痘で倒れる者が多かった。11月初めにアーノルド隊がケベック市に到着した時、当初1,100名いた部隊は600名にまで減少していた。合流したモントゴメリー隊とアーノルド隊は12月31日にケベック市を攻撃する（ケベックの戦い）が、カールトンによって完璧に打ち負かされた。その後もアメリカ軍は1776年春までケベック市の郊外に駐屯していたが結局は退却した。カナダはアメリカ側よりも多くの兵力を擁し、戦線を堅守した。
アメリカ軍はもう一度ケベックまで押し返そうと試みたが、1776年6月8日のトロワリビエールの戦いで敗北した。カールトンは逆襲に転じ、10月にはバルカー島の戦いでアーノルドの水軍を破る。アーノルドはカナダ侵攻作戦の出発点であったタイコンデロガ砦まで退却した。カナダ侵攻作戦はアメリカ軍にとって悲惨な結果に終わったが、アーノルドの工作でイギリス軍による全面的な反攻を遅らせることができた。
このカナダ侵攻により、アメリカはイギリス世論における支持基盤を失った。「だからアメリカに対する武力行使はこの国のあらゆる階層と職業の人々に快く受け入れられ支持されるのだ」
ケベックの戦いでジェイムズ・リビングストン大佐の第1カナダ連隊が、またサンピエールの戦いでモーゼス・ヘイズンの第2カナダ連隊がアメリカ側に付いた。

### ニューヨークとニュージャージー
1776年7月4日、大陸会議はアメリカ独立宣言を採択した。
イギリス軍のハウ将軍はボストンから撤退した後でニューヨーク市の奪取に焦点を絞った。大陸軍のワシントンはニューヨークの防衛のためにロングアイランドとマンハッタンの間に2万名の軍隊を分けた。イギリス軍がスタテン島に集結する間に、ワシントンは新しく発行されたばかりのアメリカ独立宣言を兵士達に読み聞かせた。もはや妥協の余地は無くなっていた。1776年8月27日、ロングアイランドに上陸した22,000名のイギリス軍は、独立戦争の中でも最大の会戦となったロングアイランドの戦いで大陸軍を駆逐し、ブルックリン・ハイツまで後退させた。ハウはそこで包囲戦を行おうとしたが、ワシントンは軍もろともマンハッタンに脱出できた。
9月15日、ハウは約12,000名の部隊をローワー・マンハッタンに上陸させ、直ぐにニューヨーク市を支配した。大陸軍はハーレム・ハイツまで退き、翌日ハーレム・ハイツの戦いがおこったが、なんとか陣地を確保することができた。ハウがワシントン軍を囲むように動いたとき、大陸軍はさらに後方に退いたうえで、10月28日にホワイトプレインズの戦いが起こった。ワシントン軍は後退を繰り返したので、ハウはマンハッタンに戻りワシントン砦を占領して約2,000名を捕虜にした。捕虜の数はロングアイランドの戦いの時と合わせて3,000名に上った。この後、ニューヨークで悪名高い「監獄船」が始まり終戦まで続いた。この監獄船で戦闘による全死者数よりも多い11,500人ものアメリカの兵士や水夫が放って置かれたまま死んだ。

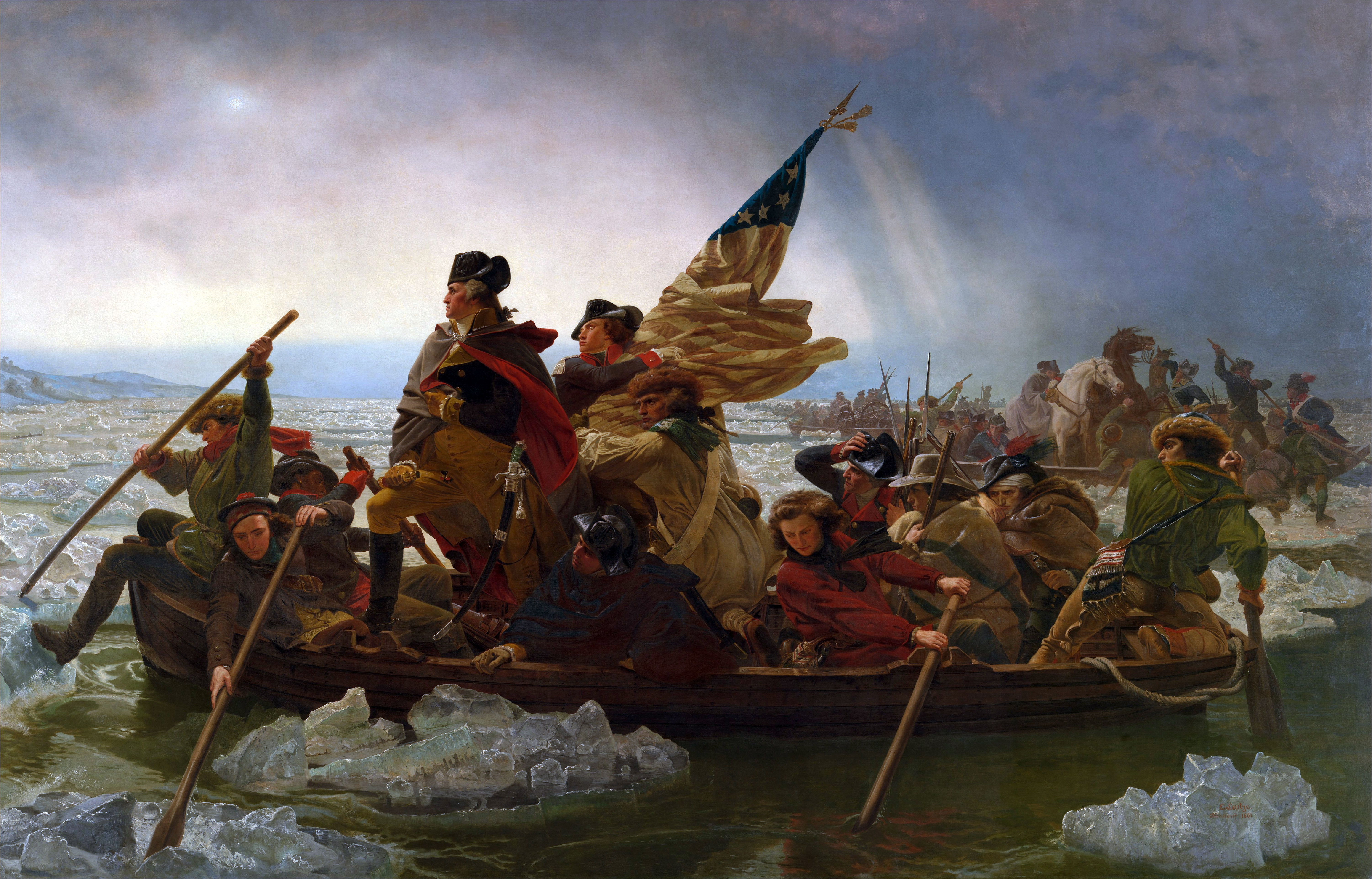
デラウェア川を渡るワシントン、エマヌエル・ロイツェ画

チャールズ・コーンウォリス将軍がワシントンを追ってニュージャージーまで進軍し、大陸軍は12月早くにデラウェア川を渡ってペンシルベニアまで後退した。このニューヨークからニュージャージーと続いたイギリス軍の方面作戦も冬に入って一旦停止し、ニュージャージーで冬の宿営に入った。ハウは何度も消耗を繰り返す大陸軍を潰す機会がありながらしくじってはいたが、5,000名以上のアメリカ兵を殺すか捕虜にしていた。
大陸軍の前途は多難であった。大陸軍と共に撤退を繰り返していたトマス・ペインは「今が兵士の心を試す時だ」と書き記した。使える兵力は5,000名足らずになっていた。兵士は1年で就役期間が終わるので12月末がくれば、1,400名まで減ることになっていた。大陸会議は絶望のうちにフィラデルフィアを捨てた。ただしイギリス軍の占領に対する大衆の反抗は強くなっていた。
ワシントンは年が改まる前に攻撃することに決め、クリスマスの夜に密かにデラウェア川を渡って12月26日、トレントンの戦いで1,000名近いヘシアンを捕虜にした。コーンウォリスはトレントンを再度奪取しようと進軍してきたが、ワシントンはその裏をかき、1777年1月3日のプリンストンの戦いでイギリス軍の後衛部隊を打ち破った。ワシントンはアメリカ側の士気を高めることができたので、その後、モリスタウンで冬の宿営に入った。ニュージャージーの民兵は冬の間もイギリス軍やヘシアンに嫌がらせを続け、イギリス軍はニューヨーク市周辺まで撤退することになった。
大陸会議とワシントンは、ボストン包囲戦のころから情報・諜報戦略を展開しており、占領されたニューヨークを中心とした情報収集、諜報活動では、地域の支援の少ないイギリス軍よりも優位に立っていた。トレントンの戦いの勝利は諜報活動が成果を収めた一例である。ヨーロッパ諸国との情報通信は早くから行われており、この情報優位は終戦まで続くことになった。
イギリス軍の戦略はいつの段階でも国王に対する忠誠を誓って結集してくる王党派の者達の支援を期待していた。1776年2月、ヘンリー・クリントン将軍は2,000名の兵士と海軍の船隊でノースカロライナに侵攻したが、王党派の部隊がムーアズ・クリーク橋の戦いで殲滅されたことを知って引き上げた。6月にクリントンは南部の主要港であるサウスカロライナのチャールストンを占領しようとしたが、この時も南部の王党派の決起を期待していた。これは戦争を遂行するには手軽な方法に見えたが、海軍は砦の攻撃に失敗し、王党派の者が町の背後から攻撃を仕掛けることも無かったので、作戦は失敗した。南部の王党派は組織力が弱く効果を表せなかった。1781年までロンドンの上級官僚は、南部から逃げてきた王党派の言葉を信じて、蜂起があるものと思っていた。

### サラトガとフィラデルフィア
イギリス軍が1777年の作戦計画を練り始めた時に、北アメリカには2つの主力軍があった。カナダのカールトン軍とニューヨークのハウ軍であった。ロンドンでは、ジョージ・ジャーメインがこれらの軍隊の作戦を承認したが、連絡の不行き届きと指揮官のライバル意識のために連携がうまく行かなかった。ハウはフィラデルフィアの占領に成功したが、北部の軍隊はサラトガで降伏して失われてしまった。1777年の作戦行動の後、カールトンとハウの2人共に辞職した。

#### サラトガ方面作戦
1777年に最初に動いたのはジョン・バーゴイン将軍に率いられたカナダからの遠征隊であった。その目的はシャンプレーン湖とハドソン川の回廊を確保し、アメリカ植民地全体から見てニューイングランドを孤立させることであった。バーゴインの侵略は2方面から行われた。バーゴイン自身は約1万名の兵士を率いてシャンプレーン湖からオールバニに向かうものとし、もう1隊はバリー・セントリージャーに率いられる約2,000名の部隊でモホーク川渓谷を下り、オールバニでバーゴインと合流するというものだった。

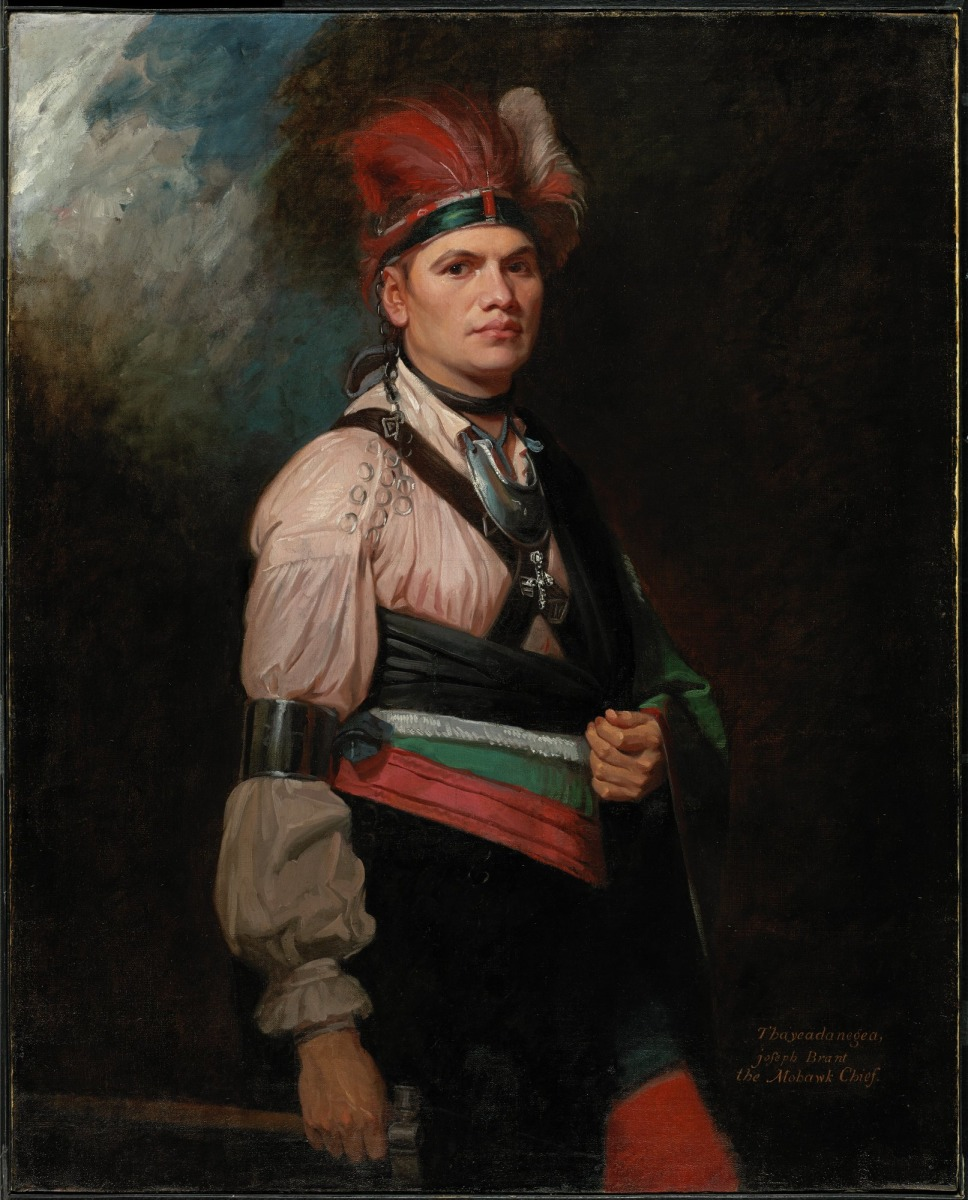
モホーク族の指導者ジョセフ・ブラント。インディアンだけでなく白人王党派の部隊も率いた。この肖像画は宮廷画家ジョージ・ロムニーが1776年にロンドンで描いた

バーゴインは6月に進発し、7月初めにはタイコンデロガ砦を占領した。その後、アメリカ軍が木を切り倒して道を塞いだためにバーゴイン軍の歩みは鈍くなった。物資を確保するために分遣隊を派遣したが、8月にアメリカの民兵隊とベニントンの戦いを行い決定的に敗れて1,000名近い兵力が失われた。
一方、セントリージャーの部隊は、その半分をモホーク族の指導者ジョセフ・ブラントが率いていたが、スタンウィックス砦を包囲した。アメリカの民兵隊と同盟インディアンが包囲されている味方を救出するために向かったが待ち伏せされて、オリスカニーの戦いで蹴散らされた。2回目の救援隊はベネディクト・アーノルドが率いていたが、セントリージャーは包囲を解いてカナダに退却してしまった。
バーゴインの軍隊は総勢6,000名まで減った。このような痛手を受けたにも拘らず、バーゴインはオールバニへの進軍を続けることを決めた。このことが後に大きなしっぺ返しを食うことになった。大陸軍の将軍ホレイショ・ゲイツは8,000名の部隊を率いて、サラトガの南約10マイル (16 km)の地点に陣地を築いた。9月、バーゴインは大陸軍の側面を衝こうとしたが、フリーマン農場の戦いで反撃された。バーゴイン軍の状態は絶望的なものに変わって行ったが、ニューヨークのハウ軍がオールバニに向かっているという期待があった。しかし、そうはならず、ハウ軍は船で回航してフィラデルフィアの奪取に向かっていた。大陸軍には民兵が続々と集まり続けており、10月の初めには総勢11,000名に達していた。次に挑んだベミス高地の戦いでも撃退されたバーゴインは10月17日に降伏した。
サラトガは戦争の転換点となった。ハウ軍によってフィラデルフィアは奪われたが、アメリカの革命勢力は自信と決意を取り戻した。さらに重要なことは、この勝利によってフランスをアメリカ側に付かせてイギリス軍と対決できるようになったことであった。イギリス軍にとってはこの戦争がより複雑なものに変わってきた。

#### フィラデルフィア方面作戦
ハウ将軍は1776年にニューヨーク市を占領して、当時の革命勢力の首都であるフィラデルフィアの占領に目を向けた。ハウはゆっくりと動いて、チェサピーク湾の北端に15,000名の部隊を上陸させた。ワシントンは11,000名の兵士をハウ軍とフィラデルフィアの間に配置したが、1777年9月11日のブランディワインの戦いで敗北して後退した。9月26日、大陸会議は再びフィラデルフィアを捨てた。ハウはさらにワシントン軍を打ち破ってフィラデルフィアを抵抗もなく占領した。ワシントンは10月初めにジャーマンタウンの近くに宿営していたハウ軍とジャーマンタウンの戦いを、さらに12月初めにはホワイトマーシュの戦いを行ったが、どちらも決定的な勝敗には至らず、退いて待つことにした。

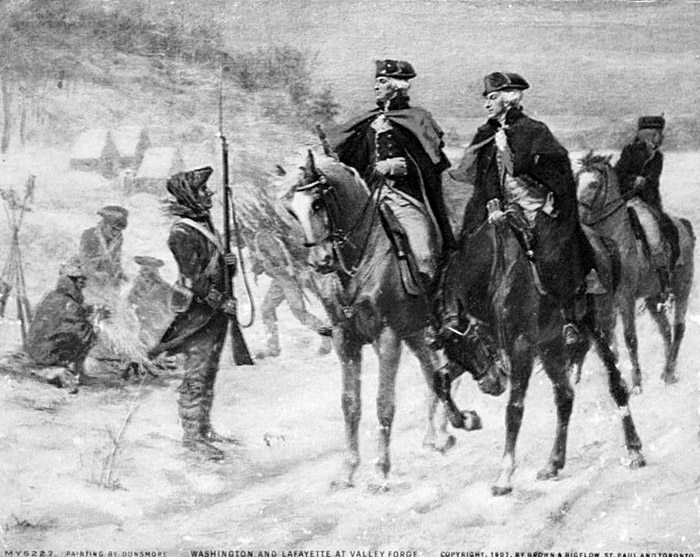
バレーフォージを巡回するワシントンとラファイエット

ホワイトマーシュの戦いの後で、ワシントンはバレーフォージを冬の宿営所とした。そこはフィラデルフィアから約20マイル (32 km)の所にあり、次の6か月間を過ごした。冬の間に1万名いた軍隊の2,500名が病気と寒さで死んだ。1778年の春、シュトイベン男爵の訓練の甲斐あって大陸軍は蘇った。シュトイベンはプロイセンの近代的な戦法を教え、訓練され規律ある軍隊を築き上げた。
イギリス軍の総司令官はハウからクリントンに代わった。フランスが参戦したことにより、イギリス軍は戦略を変えて、フランス海軍の脅威の対象となったニューヨーク市を防衛するためにフィラデルフィアを放棄した。1778年6月28日、ワシントンは撤退するクリントン軍を追ってモンマスの戦いを行った。この戦いが北部では最後の大きな戦闘になった。クリントン軍は7月にニューヨーク市に到着したが、それはデスタン伯爵がフランス海軍を率いてアメリカの海岸に現れる直前のことであった。ワシントン軍はニューヨーク市の北にあるホワイト・プレインズに戻った。両軍ともに2年前に対峙した地点に戻ったが、戦争の様相は変わり始めていた。

## 国際戦：1778年-1783年
1778年、北アメリカの反乱は国際的な戦争に変わった。アメリカの戦いで大陸軍が勝利したことを知ったフランスは1778年2月6日にアメリカ合衆国と同盟条約を結んだ。1779年6月には、ブルボン家盟約を更新し、スペインがフランスの同盟国として参戦した。しかし、スペインは当初フランスとは異なり、アメリカ合衆国の承認を拒んだ。スペインはその植民地帝国の中で同じような反乱を助長するのではないかと神経を尖らせていた。オランダも1780年に参戦して、国共にイギリスの力を削ぐことを期待して戦争の初めからアメリカを密かに財政的に援助していた。
さらにラファイエットやコシューシコ、プワスキら欧州の義勇軍が参加した。1780年イギリスの対アメリカ海上封鎖に対し、ロシアのエカチェリーナ2世の呼びかけで武装中立同盟が結成され、イギリスは国際的に孤立した。
ロンドンでは、国王ジョージ3世がより多くの軍隊を送ってアメリカを従わせるという希望を諦めていた。というのもイギリスはヨーロッパでの戦争に捉われていたからである。「ペンシルベニアを保持しておこうなどと考えるのは冗談だった」とジョージ3世は言った。ニューイングランドを回復する望みも無くなっていた。しかし、国王は「アメリカの独立は決して認めない。永久に続くように見える戦争を無制限に引き伸ばして、命令に従わない者を罰してやろう」と決心した。国王の計画は、ニューヨーク、ロードアイランド、カナダおよびフロリダの3万名の防衛軍を維持し、他の部隊で西インド諸島にいるフランスとスペインを叩くことだった。アメリカを罰するために国王が考えたことは、アメリカの海上貿易を破壊し、港を砲撃し、海岸に近い町（例えばニューロンドン）を襲って燃やしてしまうことであり、アメリカの先住民を送って辺境の開拓地にいる市民を襲わせることだった。これらの活動でアメリカの王党派を刺激でき、大陸会議をばらばらにし、「反逆者を嫌がらせ、気を揉ませ、貧しいままにしておけば、自然にかつ当然の帰結として不満と失望が後悔と自責の念に変わった暁には」国王の権威の下に戻ることを願うようになるとジョージ3世は考えた。この計画は王党派や忠実なアメリカの先住民族の破壊や金のかかる戦争を無制限に引き伸ばすことも意味しており、またフランスやスペインが艦隊を集めてイギリス諸島を侵略しロンドンを占領する危険もあった。イギリスはヨーロッパの連合軍を処理した後で、反抗している植民地を再度従わせる計画にした。

### 海上独立の広がり
独立戦争が始まった時、イギリスはアメリカ植民地に対し圧倒的な海軍力を誇っていた、帝国海軍には100隻以上の戦列艦と多くのフリゲートやその他小さな艦船があった。ただし、老朽艦が多く、最初の海軍大臣サンドウィッチ伯爵が非難していたようにあまり整備が行き届いているとは言えなかった。開戦後の3年間、海軍は主に陸上兵力の移送と商船の護衛に使われていた。アメリカ植民地側には、戦列艦など1隻も無く、イギリスの商船を襲う私掠船に頼るところが大きかった。私掠船は、フランスが戦争に加担する前からそしてその後もフランスのイギリス海峡に面した港を拠点として活動していたので、帝国海軍を困らせ英仏関係をこじれさせていたが、その物質的な戦果の割には戦争全体に与える影響が小さかった。大陸会議は1775年10月にアメリカ海軍の創設を承認したが、小さなものだったので主に商船への襲撃に用いられていた。ジョン・ポール・ジョーンズ船長が1778年4月24日に英国艦HMSドレークを鹵獲し、アメリカ海軍では最初の英雄になった。このノース海峡の海戦はイギリス海軍に対する最初のアメリカ艦船の勝利でもあった。

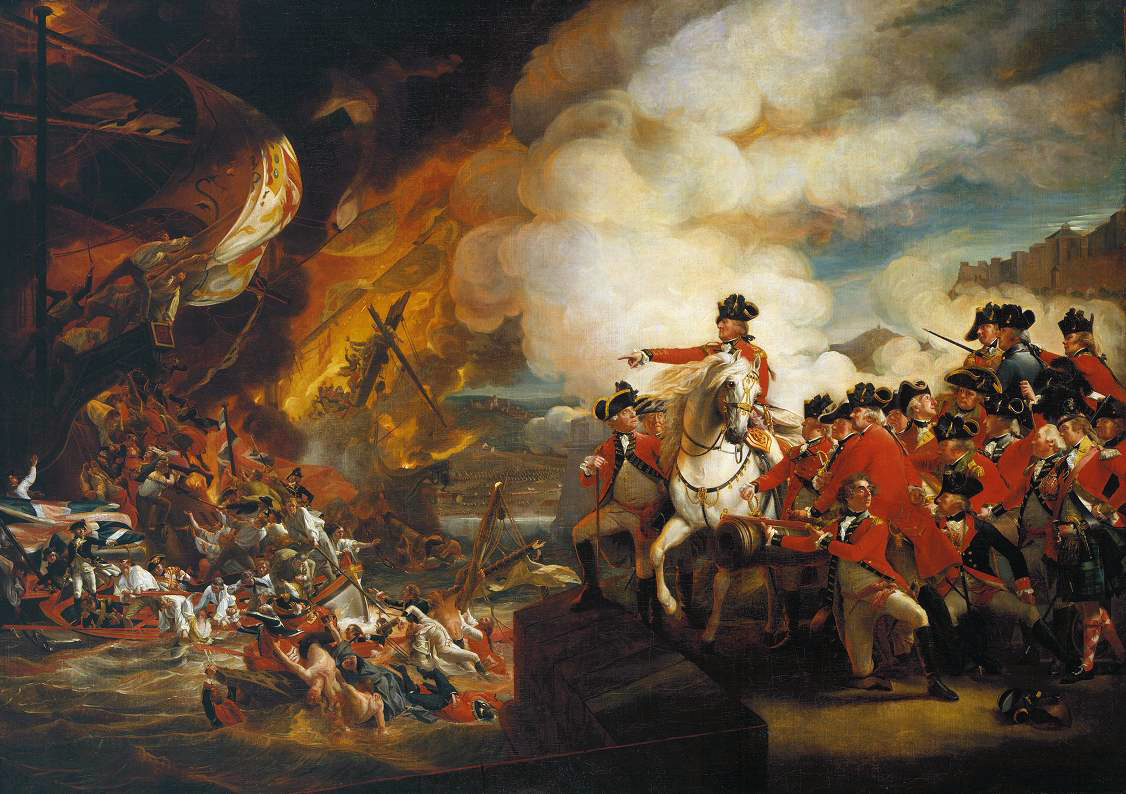
ジブラルタル包囲戦

フランスが戦争に加担したことで、イギリス海軍の優越性はそれ程のものではなくなってきた。しかし、フランスとアメリカの連合軍は1778年のロードアイランドの戦いや1779年のサバンナの戦いではうまく機能しなかった。その原因の一つはフランスとアメリカの軍事的な優先順位が異なっていたことにあった。フランスは、アメリカの独立を確保する前に、西インド諸島にあるイギリスの占領地を取りたかった。フランスからアメリカに対する財政的な援助は既に厳しい段階に来ていたので、1780年7月にロシャンボー伯爵が率いる大部隊が到着するまでは、軍事的にあまり有効な結果に繋がるまでには至らなかった。
スペインがアメリカ側で参戦した意図には、1705年にイギリスに占領されたジブラルタルとメノルカ島を奪い返すということも含まれていた。3年以上にわたってジブラルタルの包囲戦を行ったが、イギリス軍守備隊は頑強に守り抜き、1780年のサン・ビセンテ岬の月光の海戦におけるロドニー提督の勝利の後は補給も適って防衛できた。それでもフランスとスペインは何とかジブラルタルを取ろうとしたが、失敗に終わった。メノルカ島の方は1782年2月5日にフランスとスペインの連合軍で奪取に成功し、スペインは独立戦争後も正式にイギリスから領有を認められた。

### 西インド諸島およびメキシコ湾岸
西インド諸島では多くの戦闘が行われ、特に小アンティル諸島では何度も支配者が入れ替わることがあった。1782年4月のセツインの海戦でイギリス海軍のロドニー提督がフランス海軍のド・グラス伯爵の艦隊を打ち破り、フランスとスペインの連合軍が目指していたジャマイカなどイギリス植民地奪取の望みを絶った。1782年5月12日、スペイン領ルイジアナ総督であったベルナルド・デ・ガルベス伯爵が、バハマのニュープロビデンス島にあったイギリス海軍基地を占領した。このような結果にも拘らず、フランスが占領したトバゴ島の小さな島を除いて、1783年の休戦後は西インド諸島での支配関係を開戦前の状態に戻すことで合意された。
メキシコ湾岸では、ガルベスが1779年にマンチャックの戦い、バトンルージュの戦いおよびナチェズの戦いでミシシッピ川沿いにあったイギリスの基地を占領した。ガルベスは続いて1780年にモービルを占領し、1781年にはペンサコーラのイギリス軍基地を降伏させた。この結果、スペインは1783年の休戦時に南フロリダと西フロリダを獲得できた。

### インドおよびオランダ

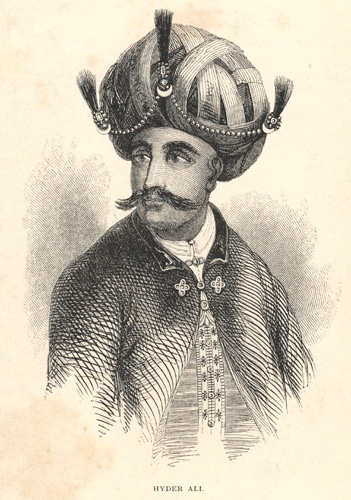
ハイダル・アリー

北アメリカの戦争の余波はインドでの英仏間の争いにも飛び火し、1780年の第二次マイソール戦争という形になった。マイソール王国の支配者でフランスとの同盟の中心人物であったハイダル・アリーとその息子ティプー・スルターンがマドラスのイギリス政府に対抗した。
1782年、戦争を指揮していたハイダル・アリーは戦争のさなかに死亡したが、その後も戦争は続けられ、イギリスはマンガロールに包囲（マンガロール包囲戦）されるなどしたため、1784年に第二次マイソール戦争はマンガロール条約で休戦となった。これはインドの歴史でも重要な文書である。というのも、インドの民族にとって、イギリスに腰を低くして休戦を請わせるように仕向けた最後の機会だったからである。ウォーレン・ヘースティングスはこれを屈辱的な講和と呼び、国王と議会に「イギリス国民の信義と名誉が等しく侵害された」としてマドラス政府を罰するよう訴えた。
1780年イギリスは武装中立同盟に関わったネーデルラント連邦共和国に対し先手を打って攻撃した。武装中立同盟はヨーロッパの数カ国が中立国船舶の航行の自由と禁制品以外の物資輸送の自由を宣言したものであったが、その結果はヨーロッパではイギリスが孤立する形になった。
イギリスはネーデルラントが公然とアメリカ反乱軍を援助するのを許したくはなかった。アメリカ独立戦争によって刺激されたオランダ急進派の扇動とオランダ政府のアメリカに対する友好的な態度は、イギリスの攻撃を呼ぶことになった。第四次英蘭戦争は1784年まで続き、オランダの商業経済に破壊的な影響をもたらした。

## 終戦への道

### 南部戦線：1778年-1781年
独立戦争の最初の3年間は、主戦場がアメリカの北部に限られていた。フランスが参戦してからのイギリスは、王党派が多いと思われた南部に目を向けて、王党派の支援を得られればそこを支配できると目論んだ。南部に注力することはイギリス海軍をカリブ海に近く配置することができ、フランスとスペインの連合軍の脅威を受けているカリブ海植民地を守りやすくするという利点もあった。

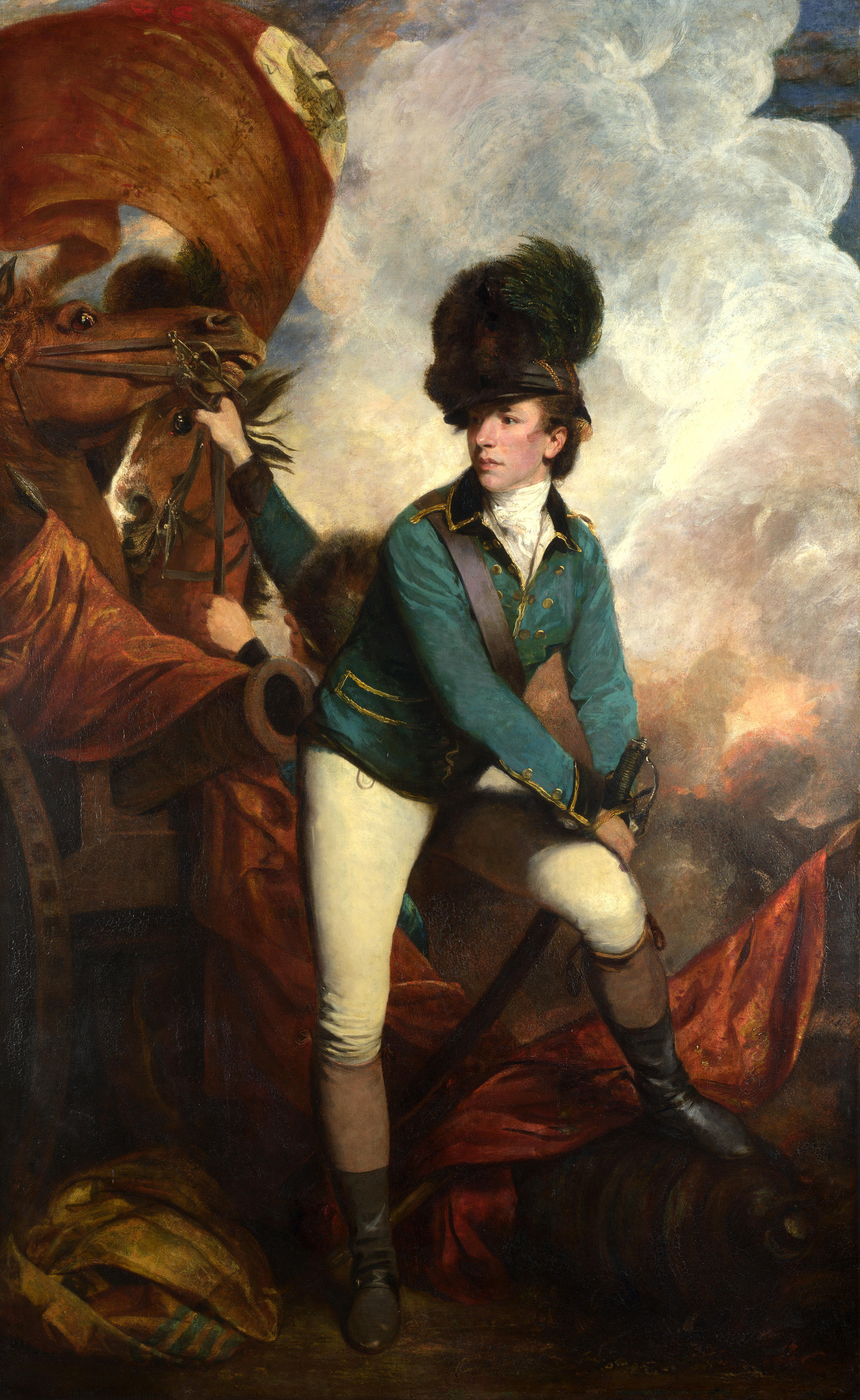
イギリス軍のバナスター・タールトン中佐。

1778年12月29日に、ニューヨークから転進したクリントンの遠征隊がジョージアのサバンナを占領した。クリントンは続いてサウスカロライナのチャールストンを包囲し、1780年5月2日に陥落させた。クリントンは比較的少ない損失で南部最大の都市と港湾を確保し、南部制圧への道を切り開いた。
南部の大陸軍はチャールストンで5,000名ほどにおよぶ戦力が降伏したために崩壊状態となり、残った兵力はバナスター・タールトン中佐の追撃をうけ、1780年5月29日のワックスホーの虐殺でまた新たな損失を受けた。そうした状況で大陸軍は組織だった作戦行動をできなくなったが、それでもフランシス・マリオンなどのパルチザンによって抗戦が続けられた。コーンウォリスがイギリス軍の指揮官となり、一方大陸軍は北部からホレイショ・ゲイツを送って南部方面軍の指揮官とした。しかし1780年8月16日、ゲイツはキャムデンの戦いで大陸軍始まって以来の大敗を喫し、コーンウォリスにノースカロライナに進軍する道を与えてしまった。
しかし、コーンウォリス側も事態が変わり始めた。10月7日、キングスマウンテンの戦いで彼の一翼を担っていた部隊が完敗した。この戦いは王党派民兵と愛国派民兵の戦いだった。タールトンの部隊も1781年1月17日、大陸軍のダニエル・モーガン将軍とのカウペンスの戦いで決定的な敗北を喫した。
ゲイツの後を継いだナサニエル・グリーン将軍は一連の戦いでイギリス軍を消耗させる戦略に出た。それぞれの戦いはイギリス軍の戦術的勝利になったが、戦略的には得る物がほとんど無かった。グリーンは後に有名となるモットー「戦い、撃たれ、立ち上がり、また戦う(We fight, get beat, rise, and fight again.)」で部隊を鼓舞した。コーンウォリスはグリーンの軍隊を打ち破ることもできないままに、北のバージニアへの進軍を決めた。
1781年3月、ワシントン将軍はラファイエットをバージニア防衛のために派遣した。フランスの若き将校は3,200名ほどの部隊を指揮していたが、この地のコーンウォリスが指揮するイギリス軍は補強されて7,200名ほどになっていた。ラファイエットはコーンウォリスと小競り合いを演じたが、援軍を待つ間は決戦を避けていた。コーンウォリスはラファイエットを捕捉することができず、結局は7月にイギリス海軍と連携を取ってニューヨークへ戻る道を切り開くためヨークタウンに軍を進めた。

### 北部と西部の戦線

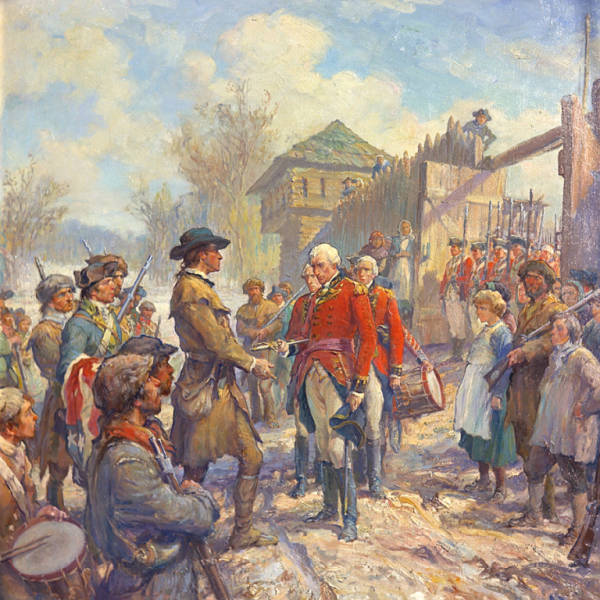
ジョージ・ロジャース・クラークは冬に290kmを行軍してカナダ副総督ヘンリー・ハミルトンを捕まえた

アパラチア山脈の西とカナダ国境辺りではアメリカ独立戦争がインディアン戦争と化していた。先住民族の大半がイギリス側に付いた。イロコイ連邦と同じようにチェロキー族やショーニー族は部族によって態度を変えたものもいた。
イギリス軍は同盟した先住民族に武器と弾薬を与え、ニューヨーク、ケンタッキーおよびペンシルベニアなどの開拓者の集落を襲うことを奨励した。そうして1778年に起こった「ワイオミング渓谷の虐殺」や「チェリー渓谷の虐殺」に刺激されたワシントンは、1779年の夏にサリバン将軍に兵を与えてニューヨーク西部に遠征させた。サリバンは大きな戦闘もないままに機械的に先住民族の村を破壊し食糧を焼いたので、先住民族はカナダやナイアガラフォールズ地域に逃亡し再び戻ってくることは無かった。
オハイオやイリノイでは、バージニアの開拓者ジョージ・ロジャース・クラークが1778年にカスカスキアとビンセンズのイギリス軍基地を奪い、この地域の先住民族に対するイギリス軍の影響力を殺ごうとした。デトロイトを本拠にしていたイギリス軍の指揮官ヘンリー・ハミルトンがビンセンズの砦を奪い返した後で、1779年2月にクラークはハミルトンを急襲し砦とハミルトンを捕獲した（イリノイ方面作戦）。
1782年に、「グナデンハッテンの虐殺」が起こり、ペンシルベニアの民兵が中立であった先住民族約100名を殺した。1782年8月に、独立戦争では最後の会戦となったブルーリックスの戦いで約200名のケンタッキー民兵隊が敗れた。

### ヨークタウン

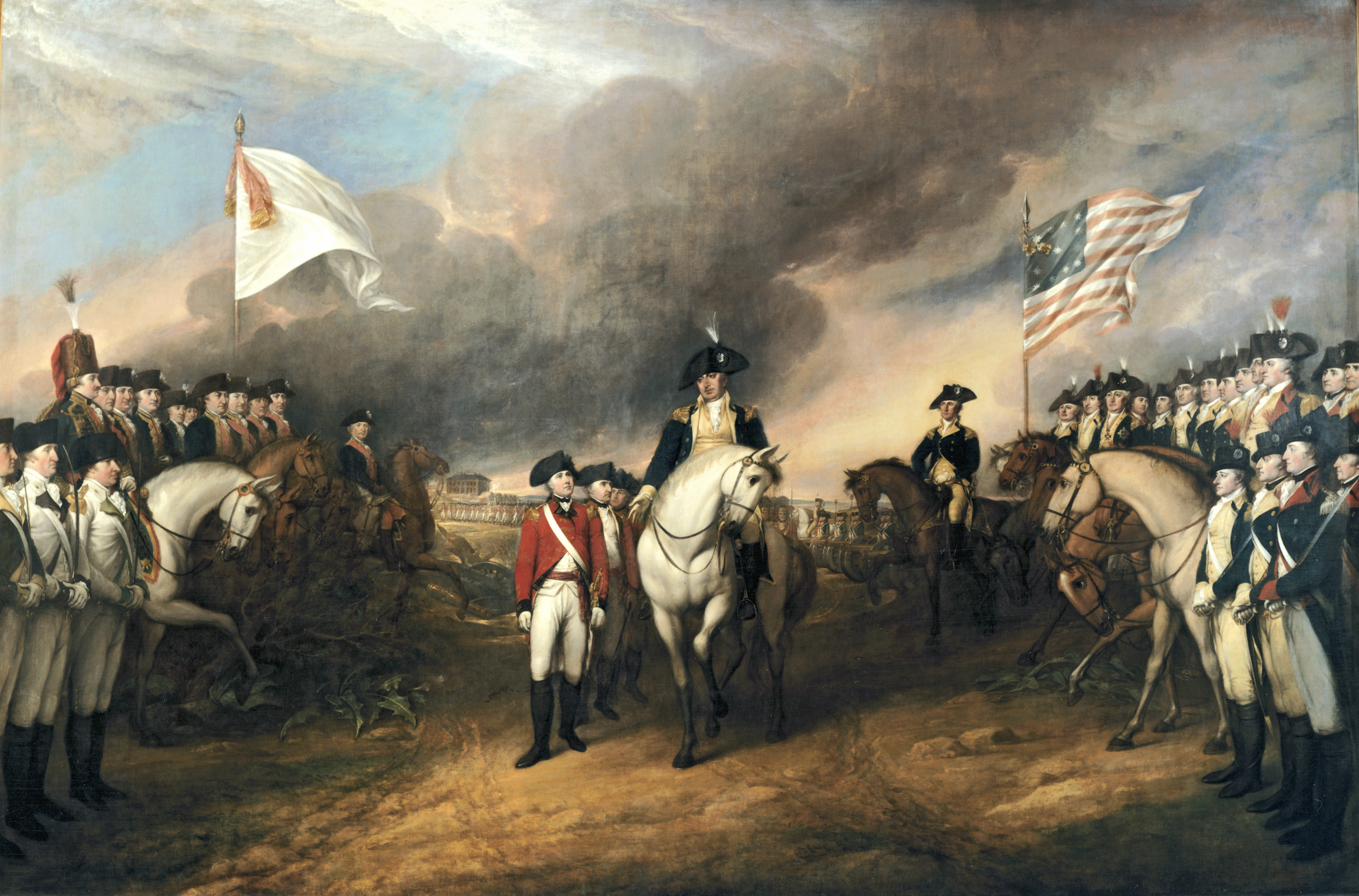
ヨークタウンのコーンウォリス将軍降伏

北部、南部および海上の戦いは1781年のヨークタウンの戦いの1点に収束した。9月早く、フランス海軍はチェサピーク湾の海戦でイギリス艦隊を打ち破り、コーンウォリスの脱出の道を閉ざした。ワシントンはニューヨークから急遽、大陸軍とフランス軍を南部に移動させ、17,000名ほどの大部隊で10月初めにヨークタウンを包囲した。コーンウォリス軍の立場は急速に耐え難いものになり、1781年10月19日に、約7,000名の軍隊全員が降伏した。
ヨークタウンでの降伏によって、イギリス国王ジョージ3世は休戦の方向に進む議会への支配力を失い、この後は陸上での大きな戦闘が無くなった。しかし、この時点でイギリス軍はニューヨーク、チャールストンおよびサバンナにまだ合わせて3万名の戦力を保有していた。西インド諸島における英仏間の争いは続いていた。アメリカの多くの艦船がイギリスの船を襲っていなければ、イギリスはアメリカに更に増援を送ることも可能であった。
ロンドンではヨークタウンの戦い以後に戦争維持派の世論が急速に勢いを無くし、フレデリック・ノース首相は1782年3月に辞任した。そして翌4月、イギリス下院はアメリカとの休戦法案を通した。1782年11月には休戦の為の予備協定がパリで結ばれたが、正式の休戦は1783年9月3日のパリ条約締結後であった。アメリカ合衆国議会（当時は連合会議）は1784年1月14日にパリ条約を批准した。最後まで残っていたニューヨークのイギリス軍が撤退したのは1783年11月25日であった。
イギリスは同盟していた先住民族と何の相談も無いままアメリカと休戦の為のパリ条約の交渉を行い、アパラチア山脈からミシシッピー川までの先住民族の土地をアメリカに割譲した。先住民族は不満を抱いたまま、幾つかの条約でアメリカにこれらの土地の割譲を渋々認めたが、これに同意しない種族との紛争が続き、その最大のものは北西インディアン戦争（1785年-1795年）となった。
アメリカ13邦(州)は1787年の憲法制定会議で統一国家としての枠組みを成すアメリカ合衆国憲法を制定し、翌年に発効した。1789年、新憲法の規定に従って初代大統領に選出されたのは、絶望かとも思われた困難な時期に屈することなく大陸軍を率い、圧倒的なイギリス軍との戦争を戦い抜いたワシントンであった。

## 戦争のコスト

### 人的損失
アメリカ独立戦争によって失われた人命の総数は正確なところが分かっていない。当時の戦争の常として、病気による死者が戦闘による死者の数を上回っていた。歴史家のジョセフ・エリスは、ワシントンがその軍隊の兵士に天然痘の予防接種を受けさせたことは、その最も重大な決断の一つだったと示唆している。
推計ではアメリカ大陸軍側の従軍中の死者は25,000名ほどとされている。このうち8,000名ほどが戦死で、残りの17,000名ほどが戦病死であった。戦病死の中には捕虜として収容されている間に死んだ者8,000名ほどが含まれていた。重傷を負った者、あるいは障害者となった者は8,500名から25,000名ほどと推計されている。つまりアメリカ側の損失は高々50,000名ということになる。
イギリス海軍には約171,000名の水夫が従軍したが、そのうち25ないし50%は強制徴募によるものだった。約1,240名が戦死し、約18,500名が病気で死んだ。一番多い死因は壊血病であった。当時この病気を避けるための一番簡単な方法は、水夫にレモンジュースを与えることだった。約42,000名の水夫は脱走した。
およそ1,200名のドイツ人傭兵が戦死し、6,354名は病死した。ドイツ人傭兵の残り約16,000名はドイツに戻ったが、約5,500名は様々な理由でアメリカに残り、結果的にアメリカ市民となった。他の集団、つまりアメリカやカナダの王党派、イギリス正規陸軍、アメリカの先住民、フランスおよびスペイン軍、さらに市民の損失については信頼に足る統計データが無い。

### 財政的コスト
イギリスは約8000万ポンドを費やし、最終的な国の負債は約2億5千万ポンドとなった。このための利息返済だけでも年間約950万ポンドとなった。
フランスは約13億リーブル（約5600万ポンド）を消費した。フランスの国の負債は1億8700万ポンドほどとなり、1780年時点での歳入の半分以上がこうした負債の返済に消えていった。この負債による危機のために政府は大衆の承認もなく税率を上げることができなくなり、後のフランス革命の大きな要因となっていった。
アメリカ合衆国は連邦で約3700万ドル、各邦(州)の合計で約1億1400万ドルを使った。これは援助国のフランスやオランダからの借金、国民からの借金、および紙幣の多額の発行で補われた。最終的には、アメリカは1790年代までかかって負債を解決した。

## イギリスが敗北した要因
アメリカ独立戦争で対立した両勢力が元々は同じ国民であったため、外国の地で戦われた内乱という見方もある。ただし、イギリスは軍事力ではアメリカよりも遥かに優勢で、アメリカはフランスの援助が無ければ戦い通すことができなかった。明らかに不利なアメリカが勝利できた理由の一つとして、アメリカとイギリス本国との距離が離れていた事が上げられる。イギリスは援軍や物資を本国から大西洋を越えて運ばねばならず、イギリスには港湾都市から一歩離れれば兵站の問題が常に付いて回ることとなった。一方のアメリカは地方に行けば兵や食糧を補充でき、その環境に順応できた。また、イギリス本国が戦争の情報を受け取るには大西洋を越えなくてはならず、その間に情報が2か月ほど遅れてしまうのでアメリカにいるイギリス軍の将軍が首都ロンドンからの指令を受け取る時には、軍事的な情勢が変わってしまっていたことが多々あった。
また、イギリスがアメリカの反乱を抑えようとした事で新たな問題が誘発された。植民地は広大な範囲に広がっており、戦前はそれらは一体ではなかったので戦略的に重要な地点は一つではなかった。ヨーロッパでは首都制圧が戦争の終わりを意味していたのに対し、アメリカではイギリスがニューヨークやフィラデルフィアなどの都市を占領したのにもかかわらず、戦争を終わらせる事ができなかった。また、領土が広いということは、イギリス軍が力で制圧しようとしても広範囲を抑えられるだけの兵力が必要となる。これはイギリス軍がある地域を占領したとしても、そこを占領するための兵を置かないとアメリカの革命軍に奪い返されることを意味し、イギリスが占領を維持しようとすれば、次の作戦行動には移れないことを意味していた。イギリス軍は戦場でアメリカ軍を叩くには十分な兵力を保持していても、その地域の占領を続けるには兵力が足りていなかった。この兵力の不足はフランスとスペインが参戦した後は、兵力をいくつかの戦線に分散させざるを得なくなり、更に大きな問題となった。
さらに、イギリスは王党派との連携を保ちながら戦争を遂行しなければならなかった。王党派の支持は植民地をイギリス帝国の中に留めておくという目的のために不可欠だったが、これにより軍事的な制限も起こった。戦争初期、ハウ兄弟は戦争を遂行しながら和平のための交渉も続けていたので、戦闘の際の効果を削いでいた可能性があった。そしてイギリスは奴隷やアメリカ先住民族を戦争に駆り立てたが、これは王党派との関係を疎遠にし、賛否両論のあったドイツ人傭兵の採用よりもさらにその傾向を強めたと考えられている。王党派を繋ぎとめるために、イギリス軍は、かつてアイルランドやスコットランドを抑え込むために用いた過酷な手段を使えなかった。これらの制限があっても、それでも潜在的に中立であった植民地の人間が革命派の中に入っていく事を防ぐ事はできず、これらの要因によりアメリカにおけるイギリスの支配は終わり、革命派は自らの国として、アメリカ合衆国を打ち立てた。
なお、武器の性能にも決定的な違いがあった。物量では勝っていたイギリス軍だったが、使用していたライフルは射程距離で劣っていたため、敵兵へのある程度の接近によって大きな犠牲を伴った。当時のアメリカでは野牛への遭遇に備えて銃身内部に螺旋の溝を施したことで、イギリス軍の使用するライフルよりも射程距離が長く命中精度や威力の高いライフルの開発に成功していた。

## 独立宣言に署名した州
ニューハンプシャー州、マサチューセッツ州、ロードアイランド州、コネティカット州（以上、ニューイングランド）、ニューヨーク州、ペンシルベニア州、デラウェア州、メリーランド州、ヴァージニア州、ノースカロライナ州、サウスカロライナ州、ジョージア州、ニュージャージー州の13州。
ニューイングランド6州のうち、バーモント州とメイン州はこれに含まれていない。バーモント州がイギリスから独立したのは1777年であったが、ニューヨーク州との領土問題を抱えており、連邦への加盟は1791年と遅れた。バーモント州は14番目の州になる。また、メイン州は独立宣言の時点ではマサチューセッツ州の飛び地であり、そもそも独立した州ではなかった。同様に、15番目の州であるケンタッキー州や、南北戦争中に成立したウェストバージニア州はヴァージニア州の一部であった。

## ヨーロッパへの影響
勝利を喜んだのはアメリカだけではなく、フランス王国もそうだった。
熱烈な青年貴族ラファイエットが参戦したブルボン朝においては、勝利の後しばらく貴婦人の間に頭に船の模型を乗せた一風変わった髪形が流行した。だが、アメリカ独立戦争における対外援助は、既に大きく傾きかけていたフランスの財政を破綻させ、フランス革命を起こす要因となった。
またアメリカ独立宣言はフランス革命に影響を与え、ラファイエットら起草のフランス人権宣言となって結実した。また独立戦争に参加したポーランド人のタデウシュ・コシチュシュコは、故国のポーランドにおけるポーランド分割に対抗して反乱を起こした。
なお、アメリカ合衆国の独立を最初に承認したのは、スウェーデンであった。1783年には、アメリカ・スウェーデン友好通商条約を結んだ。

## 年譜
| 西暦            | 月日     | 内容                                                                       |
| --------------- | -------- | -------------------------------------------------------------------------- |
| 1754年 - 1763年 | －       | フレンチ・インディアン戦争                                                 |
| 1764年          | －       | 砂糖法                                                                     |
| 1765年          | －       | 印紙法                                                                     |
| 1767年          | －       | タウンゼンド諸法                                                           |
| 1773年          | 12月16日 | ボストン茶会事件                                                           |
| 1774年          | －       | 第1回大陸会議が開かれる                                                    |
| 1775年          | 4月19日  | レキシントン・コンコードの戦いで独立戦争始まる                             |
| 1775年          | 5月10日  | 第2回大陸会議が開かれる。1781年3月1日まで。                                |
| 1775年          | 6月17日  | バンカーヒルの戦いでイギリス軍が辛くも勝つ。                               |
| 1776年          | 3月17日  | 大陸軍によりボストン解放される。                                           |
| 1776年          | 7月4日   | 独立宣言、アメリカ合衆国が誕生する。                                       |
| 1776年          | 8月27日  | ロングアイランドの戦いでイギリス軍がニューヨークを占領する。               |
| 1776年          | 12月26日 | トレントンの戦いで合衆国軍がイギリス軍のドイツ傭兵部隊を破る。             |
| 1777年          | 1月3日   | プリンストンの戦いで合衆国軍が勝つ。                                       |
| 1777年          | 9月11日  | ブランディワインの戦いでイギリス軍が勝利、フィラデルフィアを占領する。     |
| 1777年          | 9月19日  | 第一次サラトガの戦い                                                       |
| 1777年          | 10月7日  | 第二次サラトガの戦い イギリス軍のバーゴイン将軍が降伏する。                |
| 1778年          | 2月6日   | フランスがアメリカ合衆国と同盟し、参戦する。                               |
| 1778年          | 6月28日  | モンマスの戦い 北部での最後の戦い                                          |
| 1778年          | 12月29日 | イギリス軍がジョージア州サバンナを占領する。                               |
| 1779年          | 6月      | スペインがフランスと同盟を結んでいることを理由に参戦する。                 |
| 1780年          | 5月12日  | イギリス軍がチャールストンを占領する。                                     |
| 1780年          | 8月16日  | キャムデンの戦いで合衆国軍が大敗する。                                     |
| 1780年          | 10月7日  | キングスマウンテンの戦いで合衆国軍が王政派軍を破る。                       |
| 1781年          | 9月5日   | チェサピーク湾の海戦でフランス艦隊がイギリス艦隊を破る。                   |
| 1781年          | 10月17日 | ヨークタウンの戦いでイギリス軍のチャールズ・コーンウォリス将軍が降伏する。 |
| 1782年          | 4月      | イギリス議会が停戦を決議する。                                             |
| 1783年          | 9月3日   | パリ講和条約が締結される。                                                 |
| 1783年          | 11月19日 | イギリス軍がアメリカから撤退する。                                         |

## 人物
| - ジョージ・ワシントン - トーマス・ジェファーソン - ベンジャミン・フランクリン - サミュエル・アダムズ - ジョン・アダムズ - ジョン・ハンコック - トマス・ペイン - パトリック・ヘンリー - ウィリアム・アレクサンダー（スターリング伯爵） - コシューシコ（タデウシュ・コシチュシュコ） - ラファイエット - ハンス・アクセル・フォン・フェルセン | - ベネディクト・アーノルド - イーサン・アレン - アートマス・ウォード - ナサニエル・グリーン - ホレイショ・ゲイツ - フィリップ・スカイラー - ジョン・スターク - イズラエル・パットナム - ダニエル・モーガン - チャールズ・リー - リチャード・ヘンリー・リー - トーマス・コンウェー | - ヘンリー・クリントン - チャールズ・コーンウォリス - ウィリアム・ハウ - ジョン・バーゴイン - ガイ・カールトン - ジョージ・ジャーメイン - フレデリック・ノース（ノース卿） |

## アメリカ独立戦争を題材にした作品

### 映画
- レボリューション・めぐり逢い Revolution（1985年、ヒュー・ハドソン監督）
- パトリオット The Patriot（2000年、ローランド・エメリッヒ監督）

### ゲーム
- 独立戦争 Liberty or Death (1993年、光栄)
- アサシン クリード III (2012年、ユービーアイ)

文学
- サム兄さんは死んだ（1975年、ぬぷん児童図書出版）